# Christiane Abenthung
Christiane Abenthung (28 aprile 1973) è un'ex sciatrice alpina austriaca.

## Biografia
Slalomista pura originaria di Oberperfuss, la Abenthung debuttò in campo internazionale in occasione dei Mondiali juniores di Geilo/Hemsedal 1991; nella stagione 1993-1994 vinse la classifica di specialità in Coppa Europa e conquistò il suo unico piazzamento in Coppa del Mondo, il 20 marzo a Vail (9ª). Si ritirò al termine della stagione 1994-1995 e la sua ultima gara fu lo slalom speciale di Coppa Europa disputato il 3 marzo ad Abetone, non completato dalla Abenthung; non prese parte a rassegne olimpiche o iridate.

## Palmarès

### Coppa del Mondo
- Miglior piazzamento in classifica generale: 92ª nel 1994

### Coppa Europa
- Miglior piazzamento in classifica generale: 10ª nel 1994
- Vincitrice della classifica di slalom speciale nel 1994
- 3 podi:
  -  1 vittoria
  -  1 secondo posto
  -  1 terzo posto[senza fonte]

#### Coppa Europa - vittorie
| Data | Località | Paese    | Specialità |
| ---- | -------- | -------- | ---------- |
| 1994 | Gstaad   | Svizzera | SL         |

Legenda:

SL = slalom speciale